# Centro addestramento guastatori
Il Centro addestramento guastatori  (conosciuto anche con l'acronimo CAG) situato nella Sardegna nord-occidentale a capo Marrargiu-torre Poglina, pochi chilometri a sud di Alghero, è un ente addestrativo delle forze armate italiane per incursori dell'intelligence per l'Agenzia informazioni e sicurezza esterna e dipendente dallo Stato maggiore della difesa.

## Storia
La base militare di torre Poglina, detta comunemente Centro addestramento guastatori paracadutisti, in gergo "Centro Orione", fu realizzata a partire dal 1956. Divenne nota in relazione al piano Solo.
I terreni erano stati acquistati nel 1954 da una società a responsabilità limitata di copertura, la Torre Marina, i cui soci erano esponenti di alto livello del SIFAR, il servizio segreto militare, e nella massima segretezza, anche grazie all'apporto di fondi della CIA, fu allestita la base, adibita a sede del CAG, Centro addestramento guastatori, ed in seguito considerata la principale base addestrativa della struttura clandestina dell'organizzazione Gladio.
Il 1º ottobre 1956 era stata costituita, nell'ambito dell'Ufficio "R" del SIFAR, una sezione addestramento, denominata SAD (Studi speciali e addestramento del personale). La SAD ai cui responsabili verrà demandato il ruolo di coordinatore generale dell'operazione "Gladio", si articolava in quattro gruppi:
- gruppo supporto generale;
- gruppo segreteria permanente ed attivazione delle branche operative;
- gruppo trasmissioni;
- gruppo supporto aereo, logistico ed operativo.

Alle dipendenze della SAD venne posto il Centro addestramento guastatori.
In occasione dell'eventuale attuazione del piano Solo del 1964, un progetto di emergenza speciale a tutela dell'ordine pubblico, con cui si sarebbe potuto assegnare all'Arma dei Carabinieri il controllo dello Stato, la base di capo Marrargiu avrebbe dovuto ospitare 731 enucleandi, cioè persone del mondo della politica e del sindacato considerate pericolose e secondo questo programma da detenere presso la base sino ad emergenza cessata.
La lista degli enucleandi era stata redatta sulla base di risultanze reperite dai cosiddetti fascicoli SIFAR, rapporti analitici di una certa profondità sulla vita pubblica e privata di circa 157.000 persone, prodotti dal SIFAR per ordine del generale Giovanni De Lorenzo, organizzatore del piano Solo.
Tra i comandanti del centro fu il maggiore Mario Accasto dei paracadutisti e il capitano di vascello Decimo Garau, già comandante di COMSUBIN dal 1959 al 1960, direttore fino al 1990.
Nel 1986 l'esistenza della base di capo Marrargiu fu per la prima volta resa pubblica dall'inchiesta del giudice veneziano Carlo Mastelloni riguardo al presunto sabotaggio dell'aereo C-47 Dakota dell'Aeronautica Militare Argo 16 che si schiantò a Marghera nel 1973 e che operava segretamente per il trasporto verso e da quella base del C.A.G. di personale in addestramento. Alla fine degli anni '80 tornò agli onori delle cronache per il caso dell'organizzazione Gladio, sciolta nel 1990. Nella "scuola" della base di torre Poglina infatti, fino al 1990 i volontari dell'organizzazione militare speciale "Stay Behind", venivano addestrati.

### Dal 2006
La base, dopo un periodo apparente di tranquillità operativa, dal 2006 ritornò in piena funzione come centro addestramento interforze alle dipendenze del Raggruppamento unità difesa, per forze speciali della NATO e di paesi dell'alleanza.
Oggi è utilizzata per l'addestramento dagli incursori delle forze speciali italiane destinati a operazioni all'estero dell'Agenzia informazioni e sicurezza esterna.